# 定兴站
定兴站是一个京广铁路上的铁路车站，位于河北省定兴县定兴镇，建于1899年，目前为四等站，目前仅办理货运业务：办理整车、零担货物发到 。